# Acanthinus exilis
Espèce
Acanthinus exilis est une espèce d'insectes coléoptères de la famille des Anthicidae.